# Juan I de Armagnac
Juan I de Armagnac (francés: Jean d'Armagnac; 1311-16 de mayo de 1373), hijo de Bernardo VI y Cecilia Rodez, fue conde de Armagnac de 1319 a 1373. Además de Armagnac, controló territorios en Quercy, Rouergue y Gévaudan. Fue el iniciador de la expansión del condado en el siglo XIV.

## Guerra de los Cien Años
En verano 1337, con el estallido de la Guerra de los Cien Años, aportó seis mil hombres a la campaña de Raúl I de Eu, condestable de Francia, en Gascuña.
En julio de 1338, asistió a una conferencia general en La Réole, pero antes de conseguir nada destacable, Juan y su homólogo de armas en el sur Gaston III, conde de Foix, fueron enviados al norte para detener la esperada invasión del Eduardo III de Inglaterra. Cuando esta amenaza se debilitó, se reanudó la ofensiva francesa en el sur con el asedio de Penne-d'Agenais en noviembre por Juan de Bohemia y los condes de Foix. Juan proporcionó mil doscientos hombres para este asedio, que consiguió rendir la ciudad, pero no el castillo.
A lo largo de estos primeros años de guerra, el conde de Foix había lanzado varias campañas por su cuentas que le habían permitido expandir su territorio personal en el valle del Adur y las Landas. Esta expansión le enfrentó con Armagnac. Justo después de su regreso del norte a finales de 1339 Juan atacó Miramont-Sensacq, una pequeña ciudad que reclamaba como propia, pero situada en territorio dominado de los condes de Foix. Esto inició una breve pero violenta guerra privada que concluyó cuando el rey puso la ciudad bajo su custodia.
Esta disputa hizo que Juan reconsiderara su lealtad a la Corona francesa. Cuando se unió de nuevo al ejército del norte de Felipe VI en mayo de 1340, dejó a Bernard Ezi IV, Señor de Albret con documentos estableciendo bajo que términos estaría dispuesto a prestar homenaje a Eduardo III. Como compensación por el territorio que esperaba perder una vez al cambiar de bando, Armagnac reclamaba varias ciudades en posesión del rey de Francia, entre las que destacaban Montréal, Mézin y Condom. De ellas, los ingleses únicamente habían podido tomar y conservar Mézin. Las negociaciones finalizaron y Juan siguió siendo vasallo de Felipe VI.
En el norte la situación inglesa había mejorado tras su victoria naval en la batalla de La Esclusa. El siguiente paso de Eduardo fue un ataque sobre Saint-Omer de sus aliados flamencos dirigido por Roberto III de Artois. No obstante, Roberto no fue capaz de ocultar sus intenciones y esto permitió a Felipe VI enviar a Juan de Armagnac para reforzar la guarnición de la ciudad mandada por Odón IV de Borgoña. El 26 de julio, lo que comenzó como un ataque no autorizado a las líneas de enemigo por algunos caballeros franceses se convirtió en una gran batalla cuando el duque de Borgoña decidió atacar. Durante la batalla de Saint-Omer el conde de Armagnac con su fuerza de caballería pesada de 300 hombres logró romper el flanco flamenco izquierdo y se lanzó a la persecución, causando numerosas bajas. Tras perder el grueso de su ejército, Roberto de Artois tuvo que retirarse en desorden.
Entretanto Eduardo III se hallaba sitiando Tournai. El asedio se alargaba y en septiembre Felipe VI marchó contra él. No llegó a haber batalla, pero sí negociaciones en las que Juan participó como uno de los cinco plenipotenciarios franceses. Finalmente se acordó una tregua que duró hasta el 24 de septiembre. La lucha, salvo un interludio en 1342 se prolongaría hasta 1345.
En agosto de 1345 Armagnac estaba sitiando la guarnición anglo-gascona de Monchamp, en las afueras de Condom, cuando Enrique de Grosmont, conde de Lancaster, llegó a Burdeos. Lancaster comenzó su campaña tomando al asalto la ciudad de  Bergerac, lo que causó un shock considerable en la corte francesa, ya que no se esperaban ataques ingleses en el sur. Armagnac ayudó a reforzar la posición francesa reuniendo a los supervivientes y retirándose hacia Périgueux. Lancaster intentó rodear Périgueux, pero no tenía fuerzas suficientes para capturar la ciudad y en octubre tuvo que retirarse ante la llegada de una fuerza comandada por Luis de Poitiers, conde de Valentinois.
En septiembre de 1346, tras la derrota en la batalla de Crécy y el inicio del Asedio de Calais, Armagnac fue nombrado lugarteniente real en el suroeste. Sin embargo, debido al empeoramiento global de la situación francesa, quedó sin tropas ni dinero. Por lo tanto, fue incapaz de evitar que Lancaster consolidara las ganancias inglesas ni de que lanzara un gran ataque en Poitou.

## Matrimonio y descendencia
En 1311 Armagnac se casó con Reine de Got (m. 1325), sobrina del Papa Clemente V, sin descendencia.
Armagnac se casó posteriormente con Beatrice de Clermont. Tuvieron tres hijos:
- Juan II de Armagnac (1333–1384)
- Juana, esposa de Juan de Berry, Duque de Berry en 1360.[3]
- Marta, esposa de Juan  de AragónI[4][5]

## Lectura más lejana
- Sumption, Jonathan, The Hundred Years War, Vol 1, Trial by Battle, 1990, ISBN 0-571-13895-0

## Representaciones ficticias
Juan I de Armagnac aparece en la serie medieval,  Lions and Lilies Libros 1, 2 y 4 - The Lily and the Lion, The Order of the Lily y The Traitor's Noose de Catherine A. Wilson and Catherine T. Wilson.
- Datos: Q1302784
- Multimedia: John I, Count of Armagnac / Q1302784